# Afrika Tanulmányok
Az Afrika Tanulmányok (Hungarian Journal of African Studies) a Pécsi Tudományegyetem Afrika Kutatóközpontjának 2007 óta megjelenő interdiszciplináris folyóirata, amely angol és magyar nyelven közöl írásokat. Számaiban az afrikai társadalmakkal kapcsolatos minden témával foglalkozik, kiváltképpen a politikatudomány és a nemzetközi kapcsolatok szakterületeihez kapcsolódóan.

## Története

### 2007[1]
2007-től megszakítás nélkül jelenik meg a magyar Afrika Tanulmányok folyóirat, amely már indulásakor is magyar és külföldi szakemberek esettanulmányait, kutatási beszámolóit, elemzéseit, interjúit, könyvkritikáit közvetítette.  A folyóirat fő célkitűzése az volt, hogy tudományos tanulmányok, valamint tudományos igénnyel megírt ismeretterjesztő cikkek segítségével árnyalja, szélesítse és megváltoztassa az Afrikáról alkotott, többnyire sztereotipikus képet, illetve az, hogy  előmozdítsa a magyar, valamint a közép-európai, Afrikáról folytatott szakmai diskurzust. Hosszú távú célkitűzésként az afrikanisztika (African Studies) egyik nemzetközileg is meghatározó tudományos orgánumává válást határozta meg.

### 2013
A 2013-as VII. évfolyam 1. számától kezdve minden magyarul megírt cikk angol nyelvű absztrakttal bővült. A lektorált cikkek jelentős része terepkutatások eredményeit is az olvasók elé tárta.

### 2018
2018-tól minden évfolyam egy-egy teljes angol nyelvű számmal gyarapodott, ezzel törekedve az egyre szélesebb körű olvasottságra és a nemzetközi elismertségre; közeledve a folyóirat eredeti célkitűzéseinek egyikéhez.

### 2019[2]
2019-ben a Pécsi Tudományegyetem és a Magyar Máltai Szeretetszolgálat egy együttműködési megállapodás aláírásáról döntöttek, amelynek célja az Afrika-kutatás hazai erősítése közösen szervezett kutatási programokkal és tematikus konferenciák szervezésével, mind Magyarországon, mind külföldön. A megállapodás keretein belül a Magyar Máltai Szeretetszolgálat az Afrika Tanulmányok folyóirat stratégiai partnerévé és fő támogatójává vált.

### 2021
A 15. évfolyamába lépett szaklap évente már legalább háromszor jelenik meg, magyar és angol nyelvű számokkal. A Pécsi Tudományegyetem Egyetemi Könyvtárának közreműködésével az Afrika Tanulmányok átköltözött az OJS/PKP-rendszerrel operáló felületre, s csatlakozott a Könyvtár által nyilvántartott egyetemi tudományos folyóiratokhoz.

### 2023
Az Afrika Tanulmányok a Pécsi Tudományegyetem belső tudományos pályázatán folyóirat-fejlesztési támogatásban részesült. Ennek segítségével hangsúlyosan a nemzetközi minősítését erősíti tovább.

## Szerkesztőség

### Főszerkesztők
- Búr Gábor (Eötvös Loránd Tudományegyetem)
- Tarrósy István (Pécsi Tudományegyetem)

### Lapszerkesztők
- A. Gergely András (1952 - 2023) (MTA TK PTI)
- Vörös Zoltán (Pécsi Tudományegyetem)
- Marsai Viktor (Nemzeti Közszolgálati Egyetem)
- Biedermann Zsuzsánna (1983 - 2022) (ELK KRTK VI és NKE)
- Besenyő János (Óbudai Egyetem)
- Vasa László (KKI és Széchenyi István Egyetem)
- Hideg Gabriella (Pécsi Tudományegyetem)
- Pásztor Szabolcs (Nemzeti Közszolgálati Egyetem)

### Anyanyelvi lektorok, szerkesztők
- Peter Andrew Sabath (Pécsi Tudományegyetem)
- Leah Balazs Stanzel

### Könyvkritika szerkesztő
- Solymári Dániel (Magyar Máltai Szeretszolgálat és Pécsi Tudományegyetem)

### Technikai szerkesztőségi asszisztens
- Lovász Dávid (PTE Egyetemi Könyvtár és Tudásközpont)

### Szerkesztőségi asszisztensek
- Pamela Chemelil
- Hajer Trabelsi
- Peszmeg Bence

### Szerkesztői Tanácsadó Testület
- Goran Hyden, University of Florida
- Jan Zahorik, University of West Bohemia
- Dominik Kopinski, University of Wroclaw
- Justin van der Merwe, University of Stellenbosch
- Takehiko Ochiai, Ryukoku University
- Robert Klosowicz, Jagiellonian University
- Agnes Leslie, University of Florida
- Balázs Szent-Iványi, Aston University
- Douglas Mpondi, Metropolitan State University Denver
- Padraig Carmody, Trinity College Dublin
- Kuruvilla Mathews, Addis Ababa University
- Alexandra Arkhangelskaya, Institute for African Studies, Russian Academy of Sciences
- Mayke Kaag, Leiden University
- Judit Kiss, Institute of World Economics, Centre for Economic and Regional Studies, Hungarian Academy of Sciences
- Jamie Monson, Michigan State University
- Darwis Khudori, University of Le Havre
- Mohamed Salih, Erasmus University Rotterdam

## Főbb témakörök
- Politikatudomány
- Nemzetközi tanulmányok
- Geopolitika
- Fejlődéstanulmányok
- Társadalomföldrajz
- Természetföldrajz
- Urbanisztika
- Antropológia
- Regionális gazdaságtan
- Történelem

## Archiválja és indexeli
- MTA, IX. Gazdaság- és Jogtudományok Osztály, Politikatudományi Bizottság (B)
- MTA, IX. Gazdaság- és Jogtudományok Osztály, Nemzetközi és Fejlődéstanulmányok Doktori Bizottság (C)
- MTA, X. Földtudományok Osztálya (A)
- Magyar Tudományos Művek Tára
- MATARKA (Magyar folyóiratok tartalomjegyzékeinek kereshető adatbázisa)
- Pécsi Egyetemi Archívum
- Elektronikus Periodika Archívum és Adatbázis
- ROAD: the Directory of Open Access Scholarly resources
- Crossref
- Index Copernicus International World of Journals
- CiteFactor
- ERIH PLUS (European Reference Index for the Humanities)
- Scientific Indexing Services (SIS)
- EBSCO
- HeinOnline
- REAL-J - az MTA Könyvtárának Repozitóriuma

## Egyéb információk
- Megjelenési gyakoriság: három folyóiratszám egy évfolyamban
- Bírálati rendszer: double-blind peer review
- Hozzáférés: nyílt (Open Access)
- Publikációs díj (APC): nincs
- Licenszfeltételek: CC BY-NC-ND 4.0
- DOI: 10.15170/AT